# Zapasy na Letnich Igrzyskach Olimpijskich 1952 – kategoria do 79 kg w stylu klasycznym
Zmagania mężczyzn do 79 kg to jedna z ośmiu męskich konkurencji w zapasach w stylu klasycznym rozgrywanych podczas Letnich Igrzysk Olimpijskich 1952. Pojedynki w tej kategorii wagowej odbyły się w dniach 24 – 27 lipca.
Punktacja opierała się na systemie "złych punktów karnych". Przegranemu przyznawano 3 punkty. Zwycięzca otrzymywał zero punktów za wygraną przez "tusz" (łopatki), a jeden punkt za wygraną decyzją trzech sędziów. Uzyskanie pięciu lub więcej punktów karnych eliminowało zapaśnika z turnieju. Najlepsza trójka walczyła w rundzie finałowej. 

## Klasyfikacja[1]
| Miejsce | Nazwisko              | Kraj      |
| ------- | --------------------- | --------- |
| 1       | Axel Grönberg         | Szwecja   |
| 2       | Kalervo Rauhala       | Finlandia |
| 3       | Nikołaj Biełow        | ZSRR      |
| 4       | Gyula Németi          | Węgry     |
| 5       | Ali Özdemir           | Turcja    |
| 6       | Ercole Gallegati      | Włochy    |
| 7       | Émile Courtois        | Belgia    |
| 8       | Gustav Gocke          | Niemcy    |
| 9       | Adel Ibrahim Moustafa | Egipt     |
| 10      | Lars Bilet            | Norwegia  |
| 10      | Jerzy Gryt            | Polska    |

## Wyniki

### Pierwsza runda[2]
| Zwycięzca      | Punkty karne | Wynik        | Przegrany             | Punkty karne |
| -------------- | ------------ | ------------ | --------------------- | ------------ |
| Gustav Gocke   | 1            | Decyzja, 2:1 | Ercole Gallegati      | 3            |
| Axel Grönberg  | 1            | Decyzja, 3:0 | Kalervo Rauhala       | 3            |
| Ali Özdemir    | 1            | Decyzja, 2:1 | Adel Ibrahim Moustafa | 3            |
| Gyula Németi   | 1            | Decyzja, 3:0 | Lars Bilet            | 3            |
| Nikołaj Biełow | 0            | Łopatki      | Jerzy Gryt            | 3            |
| Émile Courtois | 0            | Bez walki    |                       |              |

### Druga runda[3]
| Zwycięzca        | Punkty karne | Wynik        | Przegrany             | Punkty karne |
| ---------------- | ------------ | ------------ | --------------------- | ------------ |
| Ercole Gallegati | 3            | Łopatki      | Émile Courtois        | 3            |
| Axel Grönberg    | 2            | Decyzja, 3:0 | Gustav Gocke          | 4            |
| Kalervo Rauhala  | 4            | Decyzja, 3:0 | Adel Ibrahim Moustafa | 6            |
| Ali Özdemir      | 2            | Decyzja, 3:0 | Lars Bilet            | 6            |
| Gyula Németi     | 1            | Łopatki      | Jerzy Gryt            | 6            |
| Nikołaj Biełow   | 0            | Bez walki    |                       |              |

### Trzecia runda[4]
| Zwycięzca       | Punkty karne | Wynik                       | Przegrany        | Punkty karne |
| --------------- | ------------ | --------------------------- | ---------------- | ------------ |
| Nikołaj Biełow  | 0            | Wycofał się w trakcie walki | Émile Courtois   | 6            |
| Axel Grönberg   | 3            | Decyzja, 3:0                | Ercole Gallegati | 6            |
| Kalervo Rauhala | 4            | Łopatki                     | Gustav Gocke     | 7            |
| Gyula Németi    | 2            | Decyzja, 3:0                | Ali Özdemir      | 5            |

### Czwarta runda[5]
| Zwycięzca       | Punkty karne | Wynik        | Przegrany      | Punkty karne |
| --------------- | ------------ | ------------ | -------------- | ------------ |
| Axel Grönberg   | 4            | Decyzja, 3:0 | Nikołaj Biełow | 3            |
| Kalervo Rauhala | 5            | Decyzja, 3:0 | Gyula Németi   | 5            |

### Runda finałowa
| Zwycięzca       | Punkty karne | Wynik        | Przegrany       | Punkty karne                     |
| --------------- | ------------ | ------------ | --------------- | -------------------------------- |
| Axel Grönberg   | 4            | Decyzja, 3:0 | Kalervo Rauhala | 5 - (zaliczony wynik z I rundy)  |
| Axel Grönberg   | 4            | Decyzja, 3:0 | Nikołaj Biełow  | 3 - (zaliczony wynik z IV rundy) |
| Kalervo Rauhala | 6            | Decyzja, 3:0 | Nikołaj Biełow  | 6                                |